# 天沢夏月
天沢 夏月（あまさわ なつき、1990年 - ）は、日本の小説家。ライト文芸作家。東京都出身。

## 経歴・人物
2012年10月、投稿作「サマー・ランサー」が第19回電撃小説大賞で《選考委員奨励賞》を受賞。同作を改稿し、翌年メディアワークス文庫より作家デビューした。
デビュー時には東京都に住んでおり、現在も都内に在住だが、デビュー後の一時期神奈川県に移っていたことがあった。高校生などの青春群像を一貫して描く。

## 作品リスト

### 単行本
- サマー・ランサー （メディアワークス文庫、2013年4月）
- 吹き溜まりのノイジーボーイズ （メディアワークス文庫、2013年11月）
- なぎなた男子!! （メディアワークス文庫、2014年8月）
- 思春期テレパス （メディアワークス文庫、2015年1月）
- DOUBLES!! -ダブルス- （メディアワークス文庫、2015年6月）
- そして、君のいない九月がくる （メディアワークス文庫、2015年10月）
- DOUBLES!! -ダブルス- 2nd Set （メディアワークス文庫、2016年3月）
- 拝啓、十年後の君へ。 （メディアワークス文庫、2016年6月）
- DOUBLES!! -ダブルス- 3rd Set （メディアワークス文庫、2016年10月）
- 八月の終わりは、きっと世界の終わりに似ている。 （メディアワークス文庫、2017年1月）
- 時をめぐる少女 （メディアワークス文庫、2017年5月）
- DOUBLES!! -ダブルス- 4th Set （メディアワークス文庫、2017年9月）
- DOUBLES!! -ダブルス- Final Set （メディアワークス文庫、2017年11月）
- 21グラムのタイムトラベラー （小学館文庫キャラブン!、2018年4月6日）
- 七月のテロメアが尽きるまで （メディアワークス文庫、2018年4月24日）
- 前略、初恋の彼女が生き返りました。（メディアワークス文庫、2018年10月25日）
- 初恋オレンジタルト（PHPジュニアノベル、2019年5月19日）
- マエストロ・ガールズ このコルネット、憑いてます。 （小学館文庫キャラブン!、2019年9月6日）
- その終末に君はいない。 (スターツ出版文庫、2020年1月28日)
- 17歳のラリー (角川文庫、2020年10月25日)
- ヨンケイ!! (ポプラ社、2021年1月14日 / ポプラ文庫、2023年7月5日)
- 青の刀匠 (ポプラ社、2022年11月24日)

### アンソロジー収録作品
- 「二つの声」 - 『恋テロ 真夜中に読みたい20人のトキメク物語』（富士見L文庫、2017年12月）収録。
- 「世界が十五になる前に。」 - 『君に贈る15ページ』メディアワークス文庫、2024年12月）収録。

### 雑誌掲載作品
- 「世界で一番美しい名前」 - 『文芸ラジオ』7号（東北芸術工科大学芸術学部文芸学科、2021年6月）掲載